# Ливадка
 Ливадка  — село в Дубёнском районе Мордовии в составе Красинского сельского поселения.

## География
Находится в пойме реки Чеберчинка на расстоянии примерно 12 км к юго-востоку от районного центра села Дубёнки.

## История
Известно с 1931 года, когда здесь было учтено 168 дворов

## Население
| 2002 | 2010 |
| ---- | ---- |
| 128  | ↘105 |

Постоянное население составляло 128 человек (русские 96 %) в 2002 году, 105 в 2010 году.